# Roller Ardennes Pays Rethelois
Le Roller Ardennes Pays Rethelois (anciennement Roller Hockey Rethel Ardennes) est un club de roller in line hockey français, basé à Rethel et évoluant en Élite (anciennement nationale 1). L'équipe porte le nom des Diables Rethelois. Rethel est un club français de référence, remportant régulièrement le championnat de France et le championnat d'Europe.

## Historique
Le club de Rethel est le club le plus titré de l’histoire de ce sport en France et en Europe, avec l’expérience des grands rendez-vous, acquise au fil des titres de champion de France et des titres de champion d’Europe.
Le Roller Hockey n'est reconnu comme un sport fédéral que depuis 1995. Le Roller Hockey Rethel Ardennes a été créé en 1998. Après avoir démarré en Régionale, il s'est hissé dans les meilleurs niveaux nationaux, jusqu'en Élite (niveau créé en France en 2007). Au niveau national, Grenoble, Reims et Angers puis, dans les années 2000, Rethel, Anglet et toujours Angers tiennent le haut de l'affiche, de saisons en saisons.
La saison 2012-2013 est perturbée par des procédures administratives surprenantes. L'équipe reconquiert son titre européen en novembre 2012, mais se fait sanctionné par la fédération française en décembre 2012 de vingt-cinq points pour une négligence administrative : absence de licence valide de l'entraineur Thiébault Koch sur les cinq premiers matches. En février 2013, une demande de conciliation auprès de la Fédération n'aboutit pas. Les dirigeants du club de Rethel sollicitent alors le Comité national olympique et sportif français (CNOSF). Ils obtiennent gain de cause. Le CNOSF les réintègre dans les play-offs et leur ouvre la possibilité au dernier moment de participer aux quarts de finale le week-end dernier. Mais les joueurs et dirigeants, satisfaits d'avoir eu reconnaissance d'une sanction abusive ne donnent pas suite et laissent les équipes prévues initialement sur ces quarts de finale les disputer : « on a obtenu gain de cause sur le plan moral, laissons maintenant le jeu se dérouler sans nous ». La saison suivante, en 2014, il reconquiert le titre de champion de France, pour la huitième fois.
En 2014, le Roller Hockey Rethel Ardennes change de nom et devient le Roller Ardennes Pays Rethelois, fusionnant au passage avec le club de Tagnon. En s'ouvrant clairement à l'ensemble du Pays Rethelois, il grossit en nombre de licenciés. Le terme hockey est enlevé également du nom du club à la suite de la décision d'ouvrir d'autres sections, comme le roller-derby, le patinage de vitesse, et le patinage artistique, et de développer le côté ludique du roller, en créant une séance mensuelle avec les familles.

## Palmarès

Roller Inline Hockey

### Hockey majeur
- Championnat de France élite
  - Champion (13 titres) : 2003, 2004, 2005, 2006, 2007, 2008, 2009[6],2014[4],[7], 2015[8], 2016, 2017, 2023, 2025
  - Vice-champion (7 titres) : 2001, 2002, 2011, 2012, 2018, 2019, 2024

- Coupe de France
  - Vainqueur (12 titres) : 2002[9], 2003[9], 2004[9], 2005[9], 2008[9], 2010[9], 2011[9], 2015[10],[11], 2016[12], 2022, 2023, 2024
  - Finaliste (2 titres) : 2019, 2025

- Coupe d'Europe des clubs champions
  -  Champion (9 titres) : 2003, 2004, 2006, 2009, 2012[13], 2016, 2017, 2018, 2021
  -  Finaliste et deuxième (1 titre) : 2005
  -  Troisième (3 titres) : 2007, 2008[14], 2011

### Hockey mineur
- Championnat de France nationale 3
  - Champion de France : 2008
  - 3e de France : 2007

- Championnat de France juniors
  - 3e de France : 2008, 2009
  - Demi-finaliste : 2003, 2006, 2007[15]

- Championnat de France cadets
  - Vice-champion : 2001, 2006, 2007
  - Demi-finaliste : 2003, 2004, 2005

- Championnat de France minimes
  - Demi-finaliste : 2003, 2004, 2005, 2006, 2007

- Championnat de France benjamins
  - Vice-champion : 2001
  - Demi-finaliste : 2003, 2004, 2006, 2007,2012

- Championnat de France poussins
  - Demi-finaliste : 2005, 2006, 2007,2011,2012

- Championnat de region poussins
  - Champion de région est : 2011

## Joueurs et personnages du club

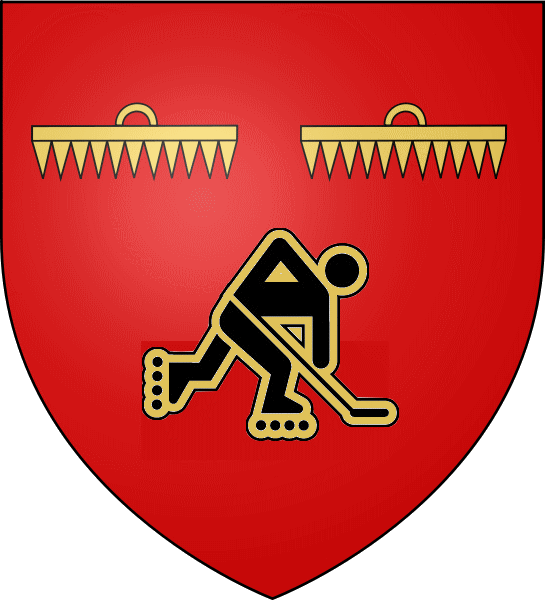

### Personnalités historiques du club
Didier Lefebvre :  ancien joueur de hockey sur glace à Rouen, président du comité national Roller in line hockey (RILH) de la Fédération française de roller sports (FFRS), de 2006 à 2009.  Sans lui, il n’existerait pas de club à Rethel, ni même peut être de coupe d’Europe puisqu’il a largement contribué à la création de l’épreuve, dont la première édition s’est déroulée en 2003 au Lac de Bairon, dans les Ardennes.
Parmi les joueurs :
- Thiébault Koch, ancien joueur et ancien entraîneur[17]. Après une pause d'un an, il y est revenu au Roller Hockey Rethel Ardennes comme entraineur en  2011 et 2012[18], permettant au club de retrouver son trophée européen en 2012, mais le plongeant dans des méandres administratifs pour n'avoir pas eu de licence valide durant cinq matchs[2].
- Paul Fayault[19]
- Stéphane Lacuisse dit « la Patte », taulier[20]
- Matthieu Bouché[21]
- William Richard, défenseur, a quitté Rethel pour La Rochelle[22]
- Julien Thomas[23]
- Laurent Lexcellent, ancien capitaine, il est passé à Reims, et a participé à la remontée de Reims en Elite[24]..

### Effectif actuel
| Poste | N° | Nom            | Prénom  |
| ----- | -- | -------------- | ------- |
| G     | 15 | Schejbal       | Adam    |
| G     | 69 | Tribiño Cordal | Juan    |
|       | 4  | Buchman        | Roan    |
|       | 20 | Ponsard        | Antoine |
| A     | 19 | Skoloud        | Petr    |
|       | 23 | Lavrisa        | Marcel  |
| C     | 24 | Skacel         | Kamil   |
|       | 33 | Schneider      | Luca    |
|       | 26 | Langlait       | Mickaël |
|       | 78 | Loskot         | Marek   |
| A     | 91 | Novak          | Jakub   |
|       | 93 | Novak          | Lukas   |
|       | 78 | Smid           | Lukas   |

## Entraîneur
Koch Thiébault 

## Faits et anecdotes
Les succès répétés d'année en année s'expliquent sans doute par l'ossature du club, son dirigeant très actif et proche des joueurs Didier Lefebvre, ses piliers parmi l'équipe d'Elite, son travail sur la formation et les équipes de jeunes.
L'équipe a  bénéficié parmi ses diables de joueurs particulièrement fidèles. Ainsi, l'entraîneur-joueur a été  Thiébault Koch, durant toute la première décennie de ce siècle. Après une pause d'une année, il est revenu courant 2011 comme directeur sportif et entraîneur. William Richard a fait partie de l'effectif de Rethel pendant près de dix ans (excepté une pause lors de la saison 2006-2007 à Reims). Bien qu'habitant à ... Niort, il n'a rejoint le club de La Rochelle qu'en décembre 2010. Mais on pourrait citer tout autant Paul Fayault, Stéphane Lacuisse, etc.
L'équipe en Elite incorpore depuis plusieurs saisons des talents internationaux, dont, actuellement, le gardien canadien Martin Bradette.